# Caroline Gennez

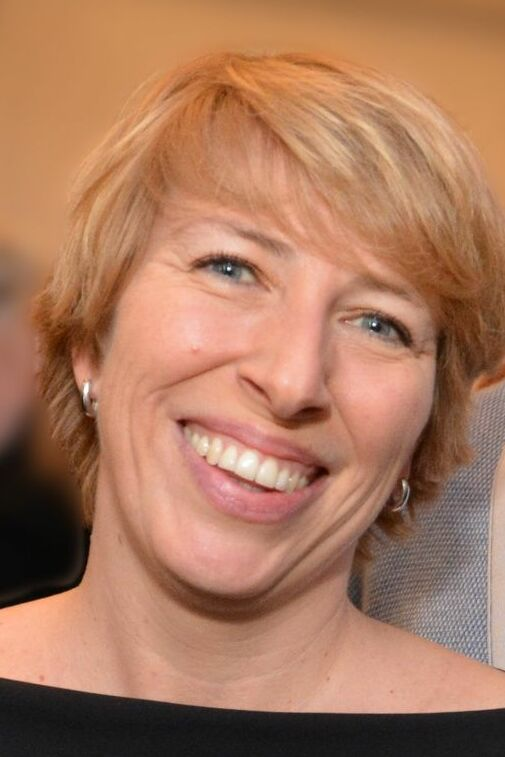
Caroline Gennez

Caroline Gennez (* 21. August 1975 in Sint-Truiden) ist eine belgische Politikerin der Socialistische Partij Anders (sp.a). Sie ist Mitglied des Flämischen Parlamentes und war bis 2011 amtierende Parteivorsitzende der sp.a. Auf lokaler Ebene ist sie Mitglied im Gemeinderat von Mechelen. Seit 17. Dezember 2022 ist sie Ministerin für Entwicklungszusammenarbeit in der belgischen föderalen Regierung.

## Leben
In ihren jungen Jahren wurde Caroline Gennez als vielversprechendes Tennis-Talent gehandelt, brach jedoch das Training mit 14 Jahren ab. Nach einem Latein-Griechischen Abitur studierte sie an der Katholieke Universiteit Leuven (KUL) Politik- und Sozialwissenschaften.
Ihr Einstieg in die Politik erfolgte, nachdem sie ein Praktikum in einem Flüchtlings- und später Frauenhaus absolvierte. Sie trat im Jahr 1998 den Jungsozialisten (JongSocialisten – JS) bei und formte im Jahr 2001 die Vereinigung unter ihrem Vorsitz zu Animo um. Von 1999 bis 2003 war Gennez im Kabinett des damaligen Ministers für soziale Integration und Sozialökonomie, Johan Vande Lanotte (sp.a), beschäftigt.
Im Jahr 2003 wurde Caroline Gennez in den Senat kooptiert, verließ diesen aber ein Jahr später, nachdem sie ins Flämische Parlament gewählt wurde. Auch wurde sie im Jahr 2003 zur Vizepräsidentin der sp.a gewählt. Als 2005 der damalige Parteipräsident Steve Stevaert sein Amt abgab um das des Provinzgouverneurs in Limburg zu übernehmen, ersetzte Gennez ihn für einige Monate und ad interim an der Spitze der sp.a. Im Oktober 2005 gab sie den Vorsitz an Johan Vande Lanotte ab.
Nach den internen Parteiwahlen von 2007, und nach einer herben Wahlniederlage für die flämischen Sozialdemokraten, löste Gennez dann schließlich Vande Lanotte an der Parteispitze ab. Im Jahr 2009, als einige Politiker der Partei VlaamsProgressieven (Vl.Pro) (später als Sociaal-Liberale Partij (SLP) in Groen! aufgegangen) mit Bert Anciaux zur sp.a wechseln wollten, schlug Gennez eine Umbenennung der Partei in socialisten en progressieven anders vor und erntete dafür heftige Kritik, unter anderem von den ehemaligen Ministern Freddy Willockx und Louis Tobback. Im gleichen Jahr geriet Gennez in die Schlagzeilen, nachdem eine E-Mail veröffentlicht wurde, in der sie sich mit einem Vertrauten, der nicht der sp.a. angehörte, über die Art und Weise austauschte, wie die Minister der flämischen Regierung zu benennen seien. Dabei wurde insbesondere besprochen, wie Frank Vandenbroucke, selbst ehemaliger Präsident der SP, umgangen werden könne. Gennez entschuldigte sich für den Vorfall und behielt das Vertrauen der Partei. Für eine zweite Amtszeit als Parteivorsitzende stand Gennez 2011 nicht zur Verfügung und gab die Führung der sp.a an Bruno Tobback (sp.a) ab.
Auf lokaler Ebene zog Caroline Gennez im Jahr 2003 von ihrer Heimatstadt Sint-Truiden nach Mechelen um und musste deshalb ihre Mandate in Sint-Truiden abgeben. Seit 2006 ist sie im Gemeinderat von Mechelen vertreten und ist auch dort als Erste Schöffin tätig.
Caroline Gennez ist Trägerin des Leopoldsordens.

## Übersicht der politischen Ämter
- 2001 – 2003: Gemeinderatsmitglied in Sint-Truiden
- 2003: Schöffin in Sint-Truiden
- 2003 – 2004: Senatorin (kooptiert)
- 2004 – 2007: Mitglied des Flämischen Parlamentes
- 2006 – heute: Gemeinderatsmitglied in Mechelen
- 2006 – 2012: Schöffin in Mechelen
- 2009 – heute: Mitglied des Flämischen Parlamentes